# Abraham Oyanedel
Abraham Oyanedel Urrutia (Copiapó, 25 de mayo de 1874-Santiago, 29 de enero de 1954) fue un abogado y juez chileno. Se desempeñó como vicepresidente de la República entre octubre y diciembre de 1932, y fue ministro y presidente de la Corte Suprema de Chile.

## Familia y estudios
Fue hijo de Daniel Oyanedel Olmos y de Inés Urrutia Pérez. Estudió en el Liceo de Copiapó, y a los 17 años se enroló en el bando de la Junta de Gobierno de Iquique (conformada por miembros del Congreso) durante la guerra civil de 1891, desempeñándose como alférez de artillería.
Luego se trasladó a Santiago, para estudiar en la Escuela de Derecho de la Universidad de Chile, titulándose de abogado el 14 de septiembre de 1897. Su tesis se tituló «Nulidad y rescisión de los actos y contratos; Código Civil».
Se casó con Emma Grebe Castañón, con quien tuvo cuatro hijos.

## Carrera judicial
En noviembre de 1893, durante sus estudios universitarios, ejerció como escribiente en la promotoría fiscal de Luis Urzúa Gana en Santiago. En septiembre de 1895 ingresó al Poder Judicial como oficial segundo del 2° Juzgado del Crimen de Santiago, tribunal en que ascendió a oficial primero al año siguiente. Tras obtener su título de abogado, fue nombrado juez suplente en las ciudades de Tocopilla (1901), San Felipe (1904) y Petorca (1904). En 1908 asumió como juez titular de Combarbalá.
El 23 de mayo de 1922 se trasladó a Valparaíso, para ejercer como juez del 1° Juzgado Civil de la ciudad puerto. Tres años después, en octubre de 1925, fue nombrado ministro de la Corte de Apelaciones de Valparaíso. En Valparaíso también fue profesor de derecho procesal en el Curso de Leyes.
El 5 de abril de 1927 fue designado ministro de la Corte Suprema de Chile. El 27 de junio de 1932 asumió la presidencia de la Corte, cargo que mantuvo hasta el 9 de diciembre de 1934. Al día siguiente, el 10 de diciembre de 1934, se retiró del Poder Judicial.

## Vicepresidencia de Chile
En su calidad de presidente de la Corte Suprema, el 2 de octubre de 1932 recibió el mando del país, de manos del general Bartolomé Blanche, asumiendo como vicepresidente de la República.
Prácticamente su única tarea fue convocar las elecciones generales de octubre de 1932, de la cual salió vencedor para un segundo período Arturo Alessandri Palma. Oyanedel le entregó el poder la Navidad de 1932, gobernando por 82 días manteniendo el orden en el País y en Santiago.

El señor Oyanedel y su Ministro del Interior se mantuvieron firmes, resistieron a las tenaces y reiteradas insistencias y sugestiones para postergar la elección, dominados por el propósito honrado de que había llegado la hora de restablecer el imperio de la Constitución y la ley, dando al país autoridades legalmente elegidas y que efectivamente representan la opinión nacional.
Arturo Alessandri Palma, Mi elección de 1932.

### Gabinete ministerial
Los ministros de Estado durante la vicepresidencia de Oyanedel desde el 3 de octubre hasta el 24 de diciembre de 1932, fueron:
| Ministerio                       | Titular                        |
| -------------------------------- | ------------------------------ |
| Interior                         | Javier Figueroa Larraín (PL)   |
| Relaciones Exteriores y Comercio | Jorge Matte Gormaz (PL)        |
| Hacienda                         | Absalón Valencia Zavala (PLD)  |
| Justicia                         | Absalón Valencia Zavala (PLD)  |
| Educación Pública                | Alberto Coddou Ortiz (PR)      |
| Guerra y Aviación                | Carlos Sáez Morales (Militar)  |
| Marina                           | Arturo Swett Otaegui (Militar) |
| Fomento                          | Miguel Chamorro Araya (PD)     |
| Tierras y Colonización           | Anatolio González Urra (PL)    |
| Agricultura                      | Manuel Merino Esquivel (PL)    |
| Trabajo                          | Francisco Landa Zárate (PD)    |
| Salubridad Pública               | Javier Castro Oliveira (PL)    |